# Зірка Александера

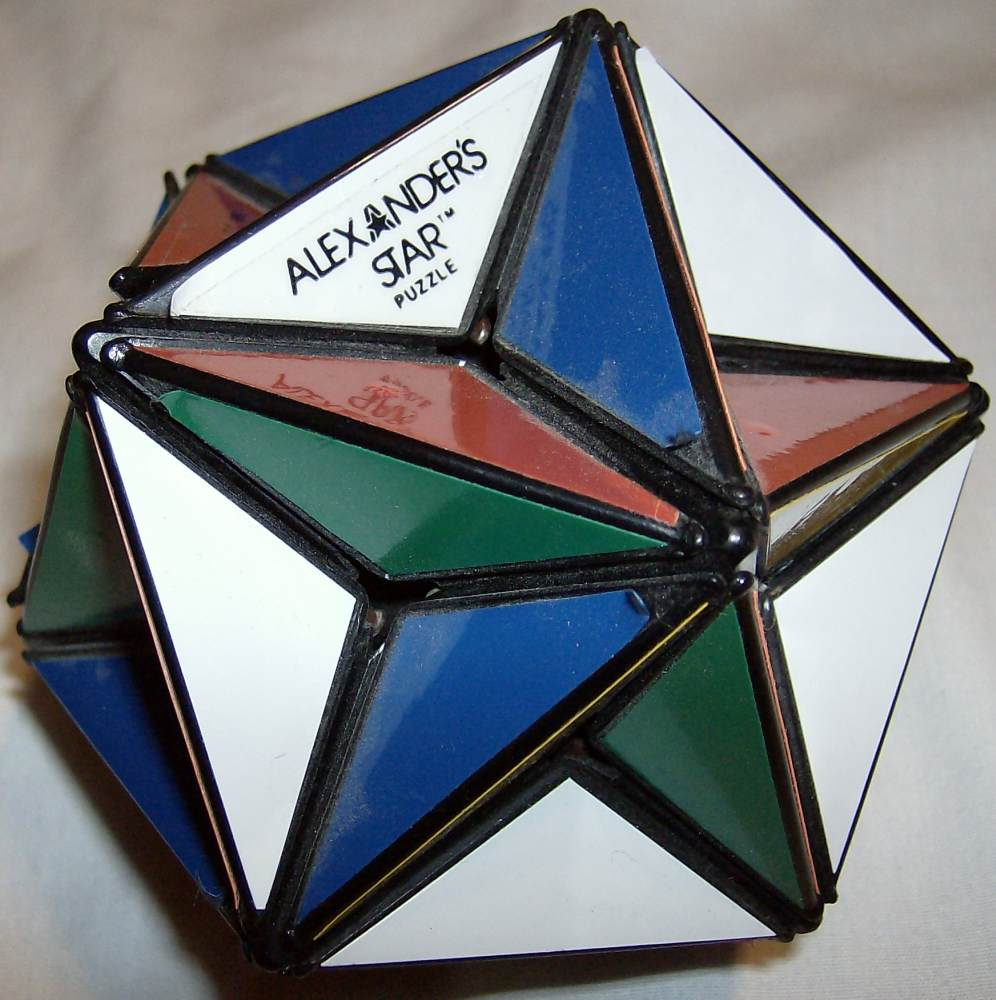
Зірка Александера на срібній підставці

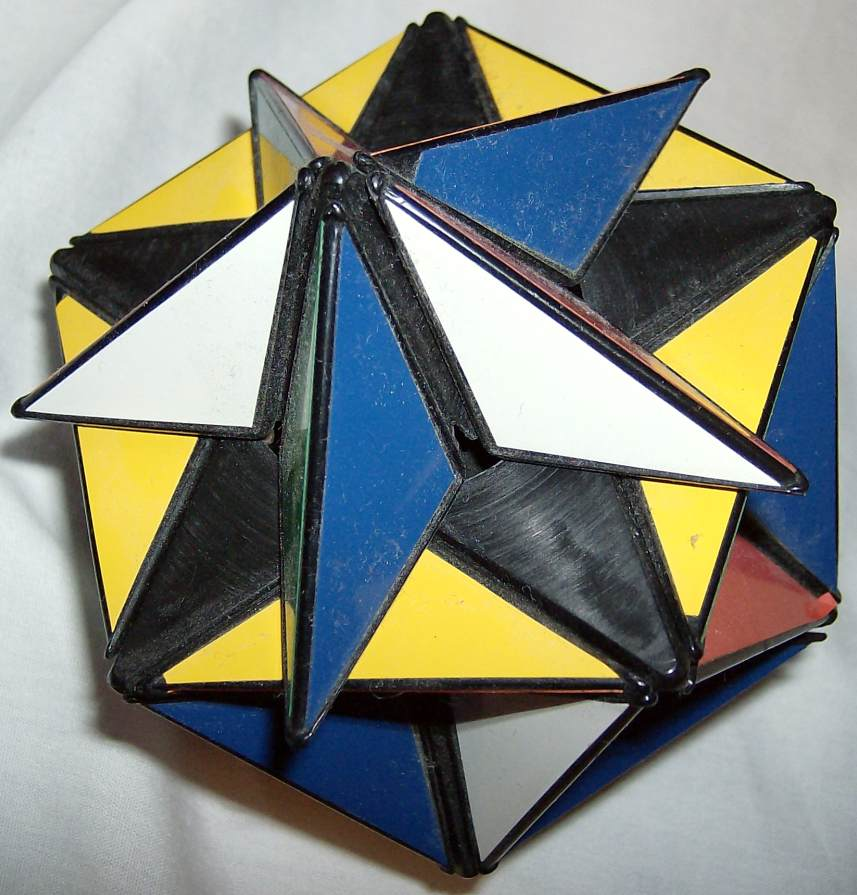
Зірка в іншому положенні

Зірка Александера (англ. Alexander's Star) — головоломка у формі великого додекаедра.

## Історія
Зірка Александера була винайдена американським математиком Адамом Александером в 1982 році, запатентована 26 березня 1985 року (патент США № 4506891) і випускається компанією Ideal Toy Company. Виготовляється в двох варіантах: з фарбованими площинами або з наклейками. Оскільки від постійного використання наклейки швидко стираються, компанія перейшла на варіант з фарбованими площинами.

## Опис
Головоломка має 30 рухомих частин, які обертаються у зіркоподібних групах навколо своїх крайніх вершин. Мета головоломки полягає в тому, щоб розмістити рухомі частини так, щоб кожна зірка була оточена п'ятьма площинами одного кольору, а протилежні зірки були оточені однаковими кольорами, що еквівалентно рішенням в шестиколірнім Мегаминксе. Головоломка вирішена, коли кожна пара паралельних площин складається з одного кольору.

## Перестановки
Головоломка має 30 ребер, кожне з яких можна повернути в одне з двох положень, що теоретично означає 30!×230 можливих перестановок. Ця цифра недосяжна з таких причин :
- Можливі тільки повні перестановки ребер, що скорочує число комбінацій до 30!/2.
- Орієнтація останнього ребра визначається орієнтацією інших ребер, що скорочує кількість комбінацій до 229.
- Оскільки протилежні сторони вирішеною головоломки мають однаковий колір, кожне ребро має «дублікат». Неможливо поміняти всі 15 пар (непарна підстановка), тому кількість комбінацій скорочується в 214 разів.
- Орієнтація головоломки не має значення (так як немає фіксованих центрів площин як опорних точок), тому кількість комбінацій ділиться ще на 60. Є 60 можливих позицій першого ребра, але всі вони еквівалентні за відсутності центрів площин.

Це дає в цілому {\displaystyle {\frac {30!\times 2^{15}}{120}}\approx 7.24\times 10^{34}} можливих комбінацій (приблизно 72,4 децильйона короткою шкалою або 72,4 квінтильярда довгою шкалою). Точне значення — 72 431 714 252 715 638 411 621 302 272 000 000.